# Deer Dance
«Deer Dance» —en español: «Baile del Venado»— es la tercera canción del segundo álbum de estudio de la banda de rock estadounidense System of a Down, Toxicity y fue escrita por Serj Tankian y Daron Malakian. “Deer Dance” trata sobre la brutalidad policial contra manifestantes pacíficos que defienden sus creencias, pero en vano. También critica la tendencia a la militarización extrema de la policía, ya que hace referencia a la armadura de los policías militares, a la violencia y brutalidad militar, e incluso a las armas de guerra pesadas.

## Letras
En el primer verso, Serj se burla sarcásticamente de los manifestantes. Afirma que son intrínsecamente engañosos e infantiles ("circumventing circuses") y que "se lamentan" en lugar de levantarse por su causa. Sin embargo, como se muestra más adelante, Serj en cambio siente simpatía por los manifestantes, especialmente frente a un sistema tan adversario.
Además, este versículo podría escribirse desde la perspectiva del oficial de policía antidisturbios. Miran con desprecio lo que ven como los "circos" de personas que protestan por el miedo que les infunde su propia presencia. Y estos policías ofrecen "cortesías de bastón" porque se ven a sí mismos como los buenos. Y estas políticas también tienen una vena vengativa, ya que ofrecen estas “cortesías” con una “sonrisa”: disfrutan golpeando los circos de los manifestantes.
En el estribillo habla sobre que el gobierno tiende a reclutar "sangre joven" para luchar en la guerra. La misma ideología está en la canción "B.Y.O.B." Aunque en esta canción presentan escenarios de disturbios que indican que hombres adultos completamente armados con equipo antidisturbios usan la fuerza contra jóvenes manifestantes idealistas, muchos de los cuales no son violentos. Además de significar el reclutamiento de jóvenes para luchar por los militares, esto también significa que la policía antidisturbios empuja a los jóvenes con brutalidad, provocando represión

## Personal
- Serj Tankian: Voz principal y teclado electrónico
- Daron Malakian: Voz secundaria y guitarra
- Shavo Odadjian: bajo
- John Dolmayan: batería y percusiones